# Championnats du monde de duathlon longue distance 2001
Navigation
Édition précédente Édition suivante
Les championnats du monde de duathlon longue distance 2001 présentent les résultats des championnats mondiaux de duathlon longue distance en 2001 organisés par la fédération internationale de triathlon.
Les championnats se sont déroulés à Venray, de la province du Limbourg aux Pays-Bas, le 8 septembre 2001.

## Distances parcourues
| Distances course (kilomètres) | Distances course (kilomètres) | Distances course (kilomètres) |
| Course à pied                 | Cyclisme                      | Course à pied                 |
| ----------------------------- | ----------------------------- | ----------------------------- |
| 15                            | 60                            | 7,5                           |

## Résultats

### Élite
| Rang               | Athlète           | Pays     | Temps           |
| ------------------ | ----------------- | -------- | --------------- |
| Médaille d'or      | Benny Vansteelant | Belgique | 2 h 45 min 20 s |
| Médaille d'argent  | Félix Martinez    | Espagne  | 2 h 46 min 40 s |
| Médaille de bronze | Huub Maas         | Pays-Bas | 2 h 46 min 41 s |

| Rang               | Athlète           | Pays      | Temps           |
| ------------------ | ----------------- | --------- | --------------- |
| Médaille d'or      | Karin Thürig      | Suisse    | 3 h 00 min 53 s |
| Médaille d'argent  | Erika Csomor      | Hongrie   | 3 h 04 min 41 s |
| Médaille de bronze | Christiane Soeder | Allemagne | 3 h 05 min 00 s |

## Tableau des médailles
| Rang  | Nation    | Or | Argent | Bronze | Total |
| ----- | --------- | -- | ------ | ------ | ----- |
| 1     | Belgique  | 1  | 0      | 0      | 1     |
| 1     | Suisse    | 1  | 0      | 0      | 1     |
| 3     | Espagne   | 0  | 1      | 0      | 1     |
| 3     | Hongrie   | 0  | 1      | 0      | 1     |
| 5     | Pays-Bas  | 0  | 0      | 1      | 1     |
| 5     | Allemagne | 0  | 0      | 1      | 1     |
| Total | Total     | 2  | 2      | 2      | 6     |